# Baratili San Pietro
Baratili San Pietro är en ort och kommun i provinsen Oristano i regionen Sardinien i Italien. Kommunen hade 1 312 invånare (2017).